# Robert Stäger (Entomologe)
Robert Stäger (* 6. Februar 1867 in Villmergen; † 1962 in Lugano) war ein Schweizer Entomologe, Mediziner und Dichter.
Stäger war ein allgemeiner Mediziner, der 40 Jahre lang in Bern praktizierte. Seine Studien als Entomologe publizierte er in zahlreichen Fachzeitschriften. Er verfasste Novellen, Feuilletons, Gedichte und Erzählungen. Als Maler nahm er an schweizerischen und Pariser Kunstausstellungen teil.

## Publikationen
- Einiges über die ägyptische Heuschrecke (Acridium aegypticus L.). In: Entomologisches Nachrichtenblatt. 3. Jg., Nr. 2, Mai 1949, S. 18–20 (doi:10.5169/seals-787174#22).
- Baukunst der Insekten. Kümmerly & Frey, Bern 1957.
- Studien zur Walliser Felsensteppe. In: Mitteilungen der Aargauischen Naturforschenden Gesellschaft. Nr. 25, 1958, S. 132–144 (doi:10.5169/seals-172417#135).